# Dreieck Braunschweig-Südwest
De Dreieck Braunschweig-Südwest is een knooppunt in de Duitse deelstaat Nedersaksen. Bij dit halve turbineknooppunt, dat nog een snelwegaansluiting bevat, even ten zuidwesten van de stad Braunschweig sluit de A391 vanuit Braunschweig aan op de A39 Salzgitter-Wolfsburg.

## Richtingen knooppunt
| Aansluitende wegen                                 | Aansluitende wegen | Aansluitende wegen                              | Aansluitende wegen | Aansluitende wegen                                         |
| -------------------------------------------------- | ------------------ | ----------------------------------------------- | ------------------ | ---------------------------------------------------------- |
|                                                    |                    | richting Braunschweig Celle / Lüneburg Hannover |                    | richting Braunschweig-Süd Bad Harzburg Wolfsburg / Berlijn |
|                                                    |                    |                                                 |                    |                                                            |
|                                                    |                    |                                                 |                    |                                                            |
|                                                    |                    |                                                 |                    |                                                            |
| richting Braunschweig-Rüningen Salzgitter / Kassel |                    |                                                 |                    |                                                            |